# Neotanais laevispinosus
Neotanais laevispinosus is een naaldkreeftjessoort uit de familie van de Neotanaidae. De wetenschappelijke naam van de soort is voor het eerst geldig gepubliceerd in 1886 door Norman & Stebbing.